# Hydropsyche mokaensis
Hydropsyche mokaensis är en nattsländeart som beskrevs av Jacquemart 1960. Hydropsyche mokaensis ingår i släktet Hydropsyche och familjen ryssjenattsländor. Inga underarter finns listade i Catalogue of Life.